# اچ‌ام‌اس آت
اچ‌ام‌اس آت (به انگلیسی: HMS Athene) یک کشتی بود که طول آن ۴۸۷٫۷۵ فوت (۱۴۸٫۶۷ متر) بود. این کشتی در سال ۱۹۴۰ ساخته شد.